# Samthar
Samthar è una suddivisione dell'India, classificata come municipal board, di 20.227 abitanti, situata nel distretto di Jhansi, nello stato federato dell'Uttar Pradesh. In base al numero di abitanti la città rientra nella classe III (da 20.000 a 49.999 persone).

## Geografia fisica
La città è situata a 26° 52' 46 N e 79° 14' 16 E e ha un'altitudine di 135 m s.l.m..

## Società

### Evoluzione demografica
Al censimento del 2001 la popolazione di Samthar assommava a 20.227 persone, delle quali 10.754 maschi e 9.473 femmine. I bambini di età inferiore o uguale ai sei anni assommavano a 3.256, dei quali 1.725 maschi e 1.531 femmine. Infine, coloro che erano in grado di saper almeno leggere e scrivere erano 11.194, dei quali 7.109 maschi e 4.085 femmine.